# Cephalorhynchus
Cephalorhynchus — рід ссавців родини дельфінових, що налічує 4 види. Живуть у південній півкулі.

## Етимологія
грец. κεφαλή - »голова; грец. ρυγχος - «писок, рило».

## Морфологія
Голова і тіло довжиною 110—180 см, грудний плавець довжиною 15—30 см, спинний плавець висотою 7—15 см, хвіст 21—41 см. Самиці трохи більші ніж самці. Вага: 26—86 кг.Забарвлення сильно контрастуюче чорне з білим. Підборіддя, боки, черево і передня частина спини білі, інше чорне. Іноді спина повністю чорна. Ніс тупий. Є 24—35 зубів з кожного боку кожної щелепи.

## Поведінка
Як правило, грайливі. Живуть зграями по 2—8 у неглибоких водах. Харчуються в основному донними безхребетними, а також рибою.

## Життєвий цикл
Молодь починає приймати тверду їжу у віці 6 місяців, залишається з матір'ю 2 роки; статева зрілість настає у 6—9 років. Максимальна спостережувана тривалість життя 20 років.